# Karangmekar (Karangnunggal)
Karangmekar is een bestuurslaag in het regentschap Tasikmalaya van de provincie West-Java, Indonesië. Karangmekar telt 9642 inwoners (volkstelling 2010).